# 76-mm-Divisionskanone M1933
Die 76-mm-Kanone M1933 (russisch: 76-мм пушка образца 1933) ist ein sowjetisches Geschütz, welches vor dem Zweiten Weltkrieg entwickelt wurde und in geringem Umfang in diesem Krieg zum Einsatz kam.

## Entwicklung

### Hintergrund
Die Leistungsfähigkeit der 76-mm-Divisionskanone M1902/30 wurde relativ früh von der Roten Armee als veraltet erkannt. Nur durch Modernisierungsmaßnahmen hätte man diese Geschützentwicklung aus der Zarenzeit nicht so entscheidend verbessern können, dass dieses Geschütz den Erwartungen der Artillerietruppen in den 1930er-Jahren gerecht werden konnte. Allgemein ging die Entwicklung sowie Aufbau der sowjetischen Rüstungsindustrie jener Zeit zügig voran und verschiedene Modernisierungen wurden vorgestellt. Diese orientierten sich jedoch noch wesentlich an den früheren Geschützen.

### Ausführung
Die 76-mm-Divisionskanone M1933 kombinierte eine neu entwickelte Kanone und Oberlafette mit der bewährten Kastenlafette der 122-mm-Haubitze M10/30. Die Kanone war eigentlich deutlich leistungsfähiger als die alte 76-mm-Divisionskanone M02/30, zumal die Kaliberlänge von L/40 auf L/50 gestiegen war und sich hieraus auch eine gesteigerte Mündungsgeschwindigkeit von 715 m/s ergab. Das Geschossgewicht und damit die Wirkung im Ziel blieb mit 6,4 kg unverändert gegenüber dem Vorgänger. Der größere Höhenrichtbereich um +6° führte nicht zu einer erheblich höheren Reichweite, vielmehr stieg die Höchstschussweite nur um 600 m. Der durch die konventionelle Verwendung einer Kastenlafette naturgemäß beschränkte Seitenrichtbereich mit je 2° links und rechts war zum Entwicklungszeitpunkt eigentlich schon nicht mehr zeitgemäß.
Die ungefederten Holzspeichenräder stellte eine Herausforderung für den motorisierten Transport dar. Es konnten nur sehr geringe Marschgeschwindigkeiten erreicht werden, was in der aufkommenden Epoche der Motorisierung schwierig war. Doch setzte die Sowjetunion für die Motorisierung der eigenen Artillerie in großem Umfang auch auf Kettenschlepper.
Trotz alledem stellte das Geschütz eine Verbesserung gegenüber der Feldkanone 02/30 dar, so dass entschieden wurde es in die Produktion zu nehmen.

## Produktion
Über die Produktion ist nicht viel bekannt, da nur in einem kurzen Zeitraum gebaut, gelangte die Waffe innerhalb der Roten Armee keine besondere Bedeutung. Bei Beginn des deutschen Angriffs auf die Sowjetunion am 1. Juni 1941 führte die Rote Armee in ihrem Bestand 180 dieser Geschütze.

## 7,62-cm-Feldkanone 298 (r)
Die von der Wehrmacht erbeuteten und möglicherweise eingesetzten Geschütze erhielten die Bezeichnung 7,62-cm-Feldkanone 298 (r).

## Museale Rezeption
- Museum der Artillerie- und Pioniertruppen in St. Petersburg